# Karadakal, Lingsugur
Karadakal là một làng thuộc tehsil Lingsugur, huyện Raichur, bang Karnataka, Ấn Độ.